# حب كبير (رواية)
حب كبير هي إحدى روايات الروائية الأمريكية دانيال ستيل (بالإنجليزية No Greater Love) وهي من الروايات الرومانسية.

## نبذة قصيرة
تدور أحداث الرواية عن غرق السفينة تاتنيك من خلال بطلة القصة التي تفقد والديها وخطيبها في حادثة غرق التيتانيك وتصبح مسئولة عن خمسة اخوة صغار وعن عمل الاسرة (صحيفة خاصة) وتتخلى عن حياتها الخاصة تماما حتى يكبر اخوتها تفقد الأكبر منهم في الحرب العالمية الأولى ويصبح اثنان من اخوتها من فناني هوليود اما الاصغران فتعاني معهما من مشاكل لا تنتهي. وبعد فترة تقرر تخطي الالم الذي سببه لها حادث التيتانيك واثر على حياتها مدة طويلة وتقرر فتح قلبها لينبض بالحب مرة أخرى.